# Inversion (Genetik)
Als Inversion (von lateinisch inversio, die Umkehrung) wird in der Genetik eine bestimmte Veränderung eines Chromosoms bezeichnet: Ein chromosomaler Abschnitt ist dabei um 180° gedreht, also „invertiert“. Inversionen finden statt, indem ein Chromosom an zwei Stellen bricht (DNA-Doppelstrangbruch) und wieder zusammengefügt wird, der Abschnitt zwischen den beiden Bruchstellen wird jedoch in umgekehrter Anordnung eingebaut. Dadurch wird die Reihenfolge der Gene auf diesem Chromosomenabschnitt umgekehrt. Inversionen gehören zu den Chromosomenmutationen.
Man unterscheidet zwischen perizentrischen Inversionen, bei denen der umgekehrte Abschnitt das Centromer einschließt, und parazentrischen Inversionen, bei denen dies nicht der Fall ist. Durch Inversionen können so genannte Balancer-Chromosomen entstehen, bei denen die Rekombination unterdrückt ist.

## Quelle
- R. Wehner, W. Gehring: Zoologie, 23. neu bearbeitete Auflage; Georg-Thieme-Verlag Stuttgart, New York 1995, ISBN 3-13-367423-4